# Навкат
Навкат (узб. Novqat, Новқат) — міське селище в Узбекистані, у Шахрисабзькому районі Кашкадар'їнської області.
Статус міського селища з 2009 року.